# تام مری
تام مری (انگلیسی: Tom Murray؛ ‏ ۸ سپتامبر ۱۸۷۴ – ۲۷ اوت ۱۹۳۵) بازیگر اهل ایالات متحده آمریکا بود.
از فیلم‌ها یا برنامه‌های تلویزیونی که وی در آن نقش داشته‌است، می‌توان به جویندگان طلا و زائر اشاره کرد.